# Jakob Gabriel Leistenius
Jakob Gabriel Leistenius, född den 15 april 1821 i Suoniemi i Satakunta, död den 4 januari 1858 i Viborg, var en finlandssvensk humoristisk skald.

## Biografi
Leistenius blev 1842 student och 1850 lektor i latin vid Viborgs gymnasium. Han blev filosofie magister 1853. Leistenius var den glada, improviserade studentsångens representant i studentkretsarna, i synnerhet inom västfinska studentavdelningen, vid Helsingfors universitet och därför redan känd i ganska vida kretsar, då han började offentliggöra sina dikter. 

## Författarskap
Han utgav 1847 dikthäftena Pojken, som för sitt friska innehåll mottogs med stor välvilja av kritiken, och Ynglingen, vars innehåll redan var något allvarligare, samt 1855 Dikter, där de värdefullare av de gamla sångerna återfanns jämte några nyare, bland annat lyckade travestier av klassiska ämnen, till exempel "Dionysius". 
Några förut otryckta stycken är införda i "Lännetär" II, där J.J. Wecksell med värme tecknat den bortgångne studentsångarens bild. Hans Samlade dikter jämte en levnadsteckning utgavs 1886 av J.O.I. Rancken och ett urval jämte en levnadsteckning av Eliel Vest 1902 av Skriftställarlogen.